# James Spione
James Spione (Stati Uniti, ...) è un regista statunitense.
James Michael Spione è un regista, produttore, scrittore ed editore americano sia di film documentari sia di fiction. All'inizio della sua carriera, ha sviluppato una reputazione per cortometraggi di genere fiction ricchi di suspense; la sua carriera successiva, tuttavia, si è caratterizzata per una nuova attenzione per i documentari brevi e i lungometraggi destinati sia all'uscita cinematografica che alla trasmissione televisiva pubblica.
Il suo film, Incident in New Baghdad, è stato nominato nella categoria Documentary Short Subject all’84º Academy Awards.

## Biografia e carriera
Nato nella regione dello Stato di New York, in Hudson Valley, nel 1985 Spione si è laureato con lode nel programma di regia cinematografica (Film Directing) presso la State University di New York presso il villaggio di Purchase. Ha ottenuto il primo riconoscimento nazionale nel 1987, quando ha ricevuto uno Student Academy Award per il suo film di genere fiction di tesi Prelude (Preludio), sul viaggio solipsista di un ragazzo adolescente nelle Adirondack Mountains.
Durante gli anni '90, Spione ha scritto e diretto numerosi altri cortometraggi fiction di rilievo, tra i quali Garden (1994), con la partecipazione dell'allieva SUNY Melissa Leo (vincitrice come miglior attrice non protagonista nel 2010 per The Fighter ) e Matt Malloy (Six Feet Under ). Una misteriosa fiction su un inquietante ritorno a casa di un padre, Garden ha partecipato allo Shorts Program al Sundance Film Festival del 1995 ed è stato proiettato in numerosi altri festival cinematografici nazionali e internazionali.
Spione ha in seguito scritto e diretto The Playroom (1996), con Pamela Holden Stewart (The Reception ), che è stato proiettato al Walter Reade Theatre in New York City come parte della serie "Independents Night" e trasmesso dal programma nazionale "Reel Street." Spione ha anche prodotto e co-editato il primo lungometraggio di John G. Young, Parallel Sons, che è stato presentato in anteprima al Sundance nella Dramatic Competition e successivamente distribuito dalla Strand Releasing.
Durante gli anni 2000, Spione ha iniziato a produrre e dirigere film non-fiction. Nel 2005, ha realizzato American Farm, un lungometraggio documentario incentrato sulla difficile situazione della fattoria da latte della quinta generazione della sua famiglia nel centro di New York. Il film è stato presentato al Fenimore Art Museum di Cooperstown, New York, e ha continuato ad essere proiettato nei cineteatri dal Berkshire al Midwest.  Spione è stato spesso in tournée con il film e teneva frequenti sessioni di domande e risposte a ogni anteprima regionale per coinvolgere il pubblico direttamente nelle discussioni sullo stato dell'agricoltura familiare in America.
Nel 2008, Spione ha collaborato con il Barrier Islands Center di Machipongo, in Virginia, per un documentario storico, Our Island Home, sugli ultimi abitanti sopravvissuti di un insediamento scomparso sulla sponda orientale della Virginia. Our Island Home è stato presentato in anteprima al Barrier Islands Center ed è stato successivamente trasmesso dalla WHRO-TV a Norfolk, Virginia. Come American Farm, Spione ha pubblicato la versione in DVD del film attraverso la sua società di produzione e distribuzione, Morninglight Films.
Pubblicato nel 2010 è stato Inauguration, un documentario-verità riguardanti gli eventi nelle strade di Washington DC, che hanno portato al giuramento di Barack Obama.
Il film di Spione, candidato all'Oscar nel 2011 Incident in New Baghdad, è stato un racconto in prima persona del famigerato raid aereo del 12 luglio 2007 a Baghdad che ha ucciso due giornalisti della Reuters, insieme a una dozzina di altri individui per lo più disarmati, in un sobborgo di Baghdad durante uno dei periodi più violenti e caotici della guerra in Iraq . Il film è stato presentato in anteprima al Tribeca Film Festival 2011 a New York, dove ha vinto il premio per il Best Short Documentary (miglior cortometraggio documentario).
Il regista in seguito ha completato un documentario intitolato Silenced, sulle restrizioni dell'amministrazione Obama imposte agli informatori della sicurezza nazionale (whistle-blowers) degli Stati Uniti, tra cui Thomas Andrews Drake e John Kiriakou.  Il film è stato presentato al Tribeca Film Festival nell'aprile 2014. Silenced è stato trasmesso a livello nazionale su DirecTV Audience Channel nel 2015 e nominato per un News and Documentary Emmy Award nella categoria Outstanding Informational Long-Form Program.
Parallelamente alla sua carriera di regista cinematografico, Spione ha lavorato spesso come editore di film e video su fiction e documentari indipendenti (X-Patriots di Darien Sills-Evans, Spencer Mandell e God's Open Hand di Raymond Pagnucco, oltre a numerosi video premiati realizzati per il produttore culturale nazionale Human Relations Media.

## Critica
Tra i suoi cortometraggi, Garden ha ottenuto gli elogi della critica durante il tour dell’opera al festival del film. Lawrence Toppman ha scritto sul Charlotte Observer che "James Spione crea più tensione in 25 minuti di quanto la maggior parte degli sceneggiatori e registi riescano a fare per più due ore", e il film è stato il più raccomandato del Charlotte Film Festival del 1994 da Toppman. Il critico Greg Stacy dell'Orange County Weekly chiamò Garden un "vero gioiello" con "la schiacciante inevitabilità di una storia di Flannery O'Connor."  La reazione al successivo lavoro documentario di James Spione, tuttavia, è stata in qualche modo più mista. Mentre American Farm è stato generalmente ben accolto su giornali come il Wisconsin State Journal e la Burlington Free Press, almeno una recensione di The A.V. Club è stata critica.Tuttavia, la versione in DVD del film è stata selezionata dalla rivista Video Librarian come uno dei migliori documentari del 2008. Più recentemente, Incident in New Baghdad è stato descritto dalla critica come "veramente degno di essere visto" e "un film potente e inquietante".

## Filmografia
- The Last Hunt Clubs (2016)
- Watermen (2014)
- Silenced (2014)
- Spirit of the Bird (2012)
- Incident in New Baghdad (2011)
- Inauguration (2009)
- Our Island Home (2008)
- American Farm (2005)
- The Playroom (1996)
- Garden (1994)
- Prelude (1986)